# La Zingarella
La Zingarella è un dipinto a olio su tavola (49x37 cm) di Correggio, databile al 1516-1517 circa e conservato nel Museo nazionale di Capodimonte di Napoli.

## Storia e descrizione
L'opera è registrata nell'inventario manoscritto del 1587 della Guardaroba di Ranuccio I Farnese a Parma: “un ritratto della Madona in habito di Cingana di mano del Correggio, incornisato di noce et cortina di cendale verde”. La prima citazione a stampa di questo dipinto si trova invece nelle pagine del Musaeum di Federico Borromeo, arcivescovo di Milano, nel 1625: “Opera del Correggio è parimente un altro quadro, popolarmente chiamato la Zingara. Anch'esso fu riprodotto da uno dei Carracciolo e ne abbiamo visto in Parma l'originale a tal punto corroso e rovinato da farci sospettare che in breve sarebbe scomparso. Del resto la bellezza di tale lavoro fu pregiudicata dall'artista stesso col violare le leggi del decoro, attribuendo alla ladruncola egiziana la figura della Vergine”. In realtà nonostante il cattivo stato in cui versava l'opera e nonostante le riserve che nutriva sul suo decoro, Federico Borromeo rimase a tal punto affascinato dalla Zingarella da chiedere al duca di Parma il permesso di far copiare l'opera a Bartolomeo Schedoni. Questa copia della Zingarella giunse a Milano dopo il 1610 e ispirò molti artisti lombardi, fra cui Fede Galizia e Francesco Cairo.
Già nel Cinquecento ne esistevano altre copie, una delle quali si può identificare probabilmente con l'opera registrata a Roma nell'inventario della collezione di Girolamo Garimberto da Parma: “Un altro quadretto d'una Madonna vestita alla cingaresca, che si riposa in un bosco col figliolo in braccio andando in Egitto, bellissimo”.
Il soggetto infatti è quello del Riposo durante la fuga in Egitto, seppure sia trattato senza la figura di san Giuseppe, e concentrato tutto sull'intimo rapporto fra la madre e il bambino in maniera non dissimile da quanto aveva fatto, o faceva in quegli stessi anni, Dosso Dossi. Stilisticamente sono da rilevare le affinità fra il grappolo di angioletti che scendono sulla figura della Vergine e lo stesso motivo presente nell’Adorazione dei Magi di Brera, mentre per la riuscita compenetrazione fra figure e paesaggio il dipinto ha tangenze in comune con la Madonna con il Bambino e san Giovannino del Prado.
Purtroppo il dipinto, che era come si è visto già rovinato nel primo Seicento, ha subito un infelice restauro nel 1935 che ne ha irrimediabilmente compromesso la lettura.